# ジャンプ・アップ
『ジャンプ・アップ』（Jump Up!）は、1982年に発表されたエルトン・ジョンのアルバム。

## 解説
クリス・トーマス初の全面プロデュースによるアルバム。1980年代から1990年代にかけて仕事を共にすることとなる。
名バラード「ブルー・アイズ」や「ウェスタン・フロント」の他、ジョン・レノンへの追悼曲「エンプティー・ガーデン」を収録。
作詞は盟友バーニー・トーピンの他、ゲイリー・オズボーン、後に『ライオン・キング』で組むことになるティム・ライスが手がけている。
TOTOのジェフ・ポーカロやピート・タウンゼントが参加している。
「All Quiet On Western Front」は『西部戦線異状なし』に準らえたタイトルである。なおこの曲は短縮版も存在する。

## 収録曲
1. ディア・ジョン - "Dear John"
2. 恋のいじわる - "Spiteful Child"
3. ボール・アンド・チェイン - "Ball & Chain"
4. リーガル・ボーイズ - "Legal Boys"
5. 僕はロボット - "I Am Your Robot"
6. ブルー・アイズ - "Blue Eyes"
7. エンプティー・ガーデン - "Empty Garden (Hey Hey Johnny)"
8. 君はプリンセス - "Princess"
9. 想い出はるかに - "Where Have All The Good Times Gone"
10. ウェスタン・フロント - "All Quiet On The Western Front"

- 作詞 バーニー・トーピン、1,3,6,8：ゲイリー・オズボーン、4：ティム・ライス
- 作曲 エルトン・ジョン

## 参加ミュージシャン
- エルトン・ジョン - ボーカル、ピアノ、バック・ボーカル
- ジェームズ・ニュートン・ハワード - シンセサイザー、ストリングス&ブラス・アレンジ&指揮
- ディー・マレイ - ベース、バック・ボーカル
- ジェフリー・ポーカロ - ドラム
- リッチー・ジット - ギター

- スティーヴ・ホリー (Steve Holly) - タンバリン (3)、シンドラム (5)
- ピート・タウンゼント - ギター (3)
- ゲイリー・オズボーン - バック・ボーカル
- Mountain Fjord - ブラス、オーケストラ

## 製作
- クリス・トーマス - プロデュース
- ビル・プライス - 録音
- ジョン・リード - マネージメント
- デヴィッド・コスタ - デザイン
- デヴィッド・ナッター - スリーヴ写真